# Собрашица у Ћовдину
Собрашица у Ћовдину у општини Петровац на Млави, подигнута је крајем 19. века или почетком 20. века, проглешена је 1982. године за непокретно културно добро као споменик културе.

## Изглед
Собрашица у селу Ћовдин настала је на простору некадашњег центра села, на путу према Бусуру, као једна врста надстрешнице у којој се налазе клупе и сто по средини. Бондручне је конструкције, са стубовима и косницима без испуне и кровом на четири воде, покривеним ћерамидом. Служила је за свечане ручкове, једне или више породица у дане сеоске славе или неког већег верског празника који је славило цело село или црква. Овакав објекат градила је једна породица уколико је била имућнија и имала велики број чланова домаћинства, или више породица заједно. Димензије собрашице у Ђовдину су: дужина 9,75 м, ширина 2,80 м, укупна висина 3,30 метара.
Ова собрашица се редовно одржава и у добром је стању.